# Место под соснами
«Место под соснами» (англ. The Place Beyond the Pines) — криминально-драматический фильм-триптих режиссёра Дерека Сиенфрэнса. 7 сентября 2012 года фильм был представлен на кинофестивале в Торонто. Выход в прокат состоялся в 2013 году: 29 марта — в США, 18 апреля — в России.
Главные роли (в трёх разных многослойных историях) исполняют Райан Гослинг, Брэдли Купер и Дейн Дехан. Картина была крайне положительно принята мировой кинопрессой, отмечавшей крепкий сценарий, затрагивающий несколько поколений двух конкретных семей, и успешное насыщенное развитие тем семьи, отцовства и судьбы. Национальным советом кинокритиков США и рядом обозревателей «Место под соснами» признан одним из 10 лучших фильмов года.

## Сюжет

### Люк Глэнтон
Мотокаскадер Люк Глэнтон (Райан Гослинг) совершает турне из одной провинции в другую, показывая свои каскадерские навыки и зарабатывая этим на жизнь. По окончании одного из своих выступлений он встречает свою бывшую девушку — Рамину (Ева Мендес), вскоре узнав, что у неё есть от него сын — Джейсон. Решив обеспечивать сына он бросает свою работу каскадёра, однако Рамина против того, чтобы Люк был в жизни её сына, поскольку она сама уже вовлечена в отношения с Кофи (Махершалалхашбаз Али). Тем не менее, Люк остаётся в городе и устраивается на работу к механику Робину (Бен Мендельсон), но вскоре понимает, что заработанных денег не хватает для обеспечения семьи. Робин предлагает ему ограбить банк, уверяя, что он уже многократно это совершал. После долгих раздумий Люк соглашается и вскоре совершает дерзкое ограбление банка, скрывшись на мотоцикле.
Люк начинает по-настоящему обеспечивать своего сына и Рамину. Во время совместной прогулки их троих фотографирует девушка, которую они попросили снять. Однако, после того как Люк покупает кроватку для ребёнка и желает собрать её у Рамины дома, между ним и пришедшим Кофи завязывается словесная перепалка, в результате которой Люк бьёт Кофи по голове гаечным ключом. Глэнтона сажают в тюрьму и освобождают после того как Робин вносит за него залог. Робин заявляет Люку, что больше он не будет помогать ему в ограблениях и отдаёт ему фургон в качестве «последней услуги». Люк собирает все свои сбережения в чёрный пакет и отдаёт Рамине, тогда как Робин уничтожает его мотоцикл с целью уберечь его от проблем. Обнаружив останки своего байка, Люк в ярости угрожает пистолетом Робину и вымогает у него  новый мотоцикл и деньги, который тот внёс в качестве залога.
Очередное ограбление банка оборачивается катастрофой для Люка и за ним завязывают погоню полицейские, один из патрулей которых преследует его вплоть до кладбища. На выходе из кладбища Люка подхватывает вторая патрульная машина, за рулём которой находится Эвери Кросс (Брэдли Купер) — молодой полицейский, окончивший юридический университет и прослуживший в полиции всего полгода. Он преследует Люка и загоняет того в жилой дом, где Люк прячется от него. Поняв, что он в ловушке, Люк звонит Рамине и просит её никогда не говорить о нём их сыну, после чего в комнату вламывается Эвери и от неожиданности сразу стреляет в Люка, сидящего на подоконнике окна на втором этаже. Перед смертью Люк ранит Кросса в бедро и выпадает из окна. На этом история Люка и Рамины заканчивается.

### Эвери Кросс
Полицейского Эвери Кросса признают героем. В больнице он узнаёт, что у Люка был годовалый сын (так же, как и у него). Он чувствует угрызения совести, так как, по его мнению, он лишил ребёнка родного отца. В полицейском участке он узнаёт, что его выстрел в Люка признали законным, так как он сказал следователю, что он выстрелил вторым после Люка. Пытаясь использовать свой статус героя, он просит шефа назначить его лейтенантом, однако шеф отказывает ему и назначает его хранителем улик.
Вскоре Эвери и его друзья-полицейские Скотт и Делука (Рэй Лиотта) совершают незаконный обыск дома Рамины с целью найти деньги, которые Люк ей оставил. Делука, используя свою власть, грозит матери Рамины арестом в случае, если они найдут деньги, и вынуждают её не мешать Скотту и Эвери обыскивать комнату малыша-Джейсона. Скотт просит Эвери подержать спящего младенца, пока он достаёт пакет с деньгами из-под матраса детской кроватки.
Полицейские уходят с деньгами, львиную долю которых отдают Эвери в качестве «неофициального бонуса». 
Через какое-то время Скотт просит помочь с очередной авантюрой. Понимая, что ступает на скользкую дорожку, Эвери в душевном порыве пытается вернуть свою часть денег Рамине, но она его прогоняет. Тогда Кросс хочет сдать деньги шефу полиции, однако тот отказывается принять и деньги и его показания против других полицейских. Тем не менее, в поисках правосудия и по совету отца Эвери ухитряется записать разговор с коррумпированным полицейским и сдаёт эту запись окружному прокурору Килкаллену (Брюс Гринвуд). Он использует своё положение с помощью шантажа, чтобы получить должность помощника прокурора. Начинается громкое расследование в полицейском участке, в котором Эвери выступает как главный свидетель.

### Джейсон Кэнкэм
Спустя 15 лет Эвери баллотируется на пост генерального прокурора Нью-Йорка. Он уже давно развёлся со своей женой и после похорон отца его сын-подросток Эй-Джей (Эмори Коэн) переезжает к нему. В новой школе Эй-Джей знакомится с Джейсоном (Дейн Дехан). Позднее Эй-Джей настаивает на том, чтобы Джейсон взял с собой тяжёлые наркотики, но их арестовывают. 
Пытаясь вызволить сына из изолятора временного содержания, Эвери случайно узнаёт имя и фамилию второго задержанного -  Джейсона и строго наказывает своему сыну не общаться с ним. Используя свою власть он переквалифицирует преступление в проступок и спасает Эй-Джея и Джейсона от тюрьмы.
Джейсон, пытаясь узнать правду о своём биологическом отце, разговаривает с Кофи и тот сообщает его имя. В интернете Джейсон находит статью о Люке Глэнтоне и узнаёт, что он работал в автомастерской у Робина. Старый механик рассказывает юноше о его отце, включая то, что Люк был превосходным байкером. Вскоре, Джейсон также узнаёт, что отец Эй-Джея и был тем самым полицейским, который застрелил его отца. Между ним и Эй-Джеем завязывается драка, после которой Джейсона госпитализируют. 
Желая отомстить за своего отца, Джейсон врывается в дом Эй-Джея, похищает Эвери и уводит того в лес. Среди сосновых деревьев Джейсон намерен застрелить Эвери. В сильнейших переживаниях за жизнь сына Эвери не выдерживает напряжения  и в слезах просит у Джейсона прощения, называя его по имени. Джейсон, видимо, понимает, что Эвери всё это время мучился случившимся, что само по себе уже наказание. Парень убегает, поверив в раскаяние Эвери, но забирает его бумажник. Внутри бумажника он обнаруживает ту самую фотографию с прогулки - с его отцом, матерью и им самим в младенческом возрасте. 
Эвери и Эй-Джей не выдвигают никаких обвинений против Джейсона. А вскоре Кросс, хотя и с трудом, но выигрывает выборы и становится генеральным прокурором. Его сын теперь всюду следует за ним.
Тем временем, Джейсон уходит из дома, отправив фотографию своего отца Рамине, подписав конверт "моей маме". Затем покупает мотоцикл на деньги, которые забрал у Эвери и уезжает на нём в путешествие по стране, как когда-то его отец.

## В ролях
- Райан Гослинг — Люк Глэнтон[6][7]
- Брэдли Купер — Эйвери Кросс[6][7]
- Дейн Дехан — Джейсон Кэнкэм
- Ева Мендес — Ромина[8]
- Бен Мендельсон — Робин Ван Дер Зи
- Эмори Коэн — Эй-Джей Кросс
- Роуз Бирн — Дженнифер Кросс[9]
- Рэй Лиотта — Питер Делука
- Брюс Гринвуд — окружной прокурор Билл Килкаллен
- Махершалалхашбаз Али — Кофи Кэнкэм
- Харрис Юлин — Эл Кросс
- Гейб Фазио — Скотт

## Создание
Обучаясь в юности в кинотеатральной школе, режиссёр Дерек Сиенфрэнс посмотрел монументальную эпическую немую киноэпопею Абеля Ганса «Наполеон», после чего загорелся желанием создать фильм-триптих. Наставниками Сиенфрэнса выступили ключевые фигуры киноавангарда Стэн Брекидж и Фил Соломон, укоренившие в нём «глубокое понимание эстетики и формализма».
В 2007 году, за несколько месяцев до появления на свет второго сына, Сиенфрэнсу пришёл в голову фундамент сюжета предстоящего фильма.
Я много думал о своем повторном отцовстве и о той ответственности, которая ложится на меня вместе с этим. Я размышлял о том, каким отцом я стану для этого малыша, что хочу передать ему. Думал о том огне, который горел внутри меня. Горел всю мою жизнь, сколько я себя помнил.
В тот период постановщик зачитывался романами Джека Лондона, «его идеей о наследии крови и зове предков». Тогда агент Сиенфрэнса свёл его с независимым режиссёром и сценаристом Беном Коссио. Пообщавшись, они обнаружили, что имеют много общего, в том числе любимый фильм — «Славные парни». Пока Сиенфрэнс снимал мелодраму «Валентинка», Коссио начинал сценарий «Места под соснами».
Главную роль в «Валентинке» также исполнил Райан Гослинг, в разговоре с которым Сиенфрэнс обнаружил, что они думают об одном и том же: «…разговор вдруг зашёл о фантазиях Райана, в которых он грабил банк на мотоцикле. Я был поражён: „Ты, должно быть, шутишь?! Я как раз пишу сценарий к фильму с таким сюжетом!“…». Тогда режиссёру и пришла в голову идея позвать на эту роль именно Гослинга.
На роль Ромины Сиенфрэнс без сомнений утвердил Еву Мендес, держа в памяти её актёрскую работу в триллере Джеймса Грэя «Хозяева ночи». На роль Дженнифер Кросс же рассматривалась Грета Гервиг. Все банки, которые грабят в этом фильме, являются действующими. Первый национальный банк Шотландии разрешил проводить съёмки в нескольких своих филиалах. По словам Райана Гослинга, все сцены ограблений были сняты за один дубль.
Сиенфрэнс сделал 22 дубля сцены, в которой Гослинг ускоряется на мотоцикле, чтобы проскочить перекресток, прежде чем 36 автомобилей врезаются друг в друга. Сиенфрэнс хотел, чтобы в этой сцене снимался каскадёр, но тогда сразу было бы заметно, что это не Гослинг. Он также рассказал, что в каждом из этих дублей он от нервов стискивал свою рубашку зубами, и к тому моменту, когда получился удачный дубль, он успел прогрызть в ней дыру. Сиенфрэнс также добавил, что на съёмки сцен погони в фильме его вдохновили телевизионные шоу в духе «Полицейских» и «Невероятных погонь полицейских в Америке».
В части переключения одной сюжетной линии на другую влияние на Сиенфрэнса оказал классический триллер Альфреда Хичкока «Психо» («обожаю этот виртуозный переход от Джанет Ли к Тони Перкинсу»).

## Отзывы
При желании можно сказать, что картина хмурого парня Дерека Сиенфрэнса (персонального поклонника Ларса Ульриха с татуировкой вертовского «киноглаза» на спине) является эдаким романом Чарльза Диккенса в исполнении Брюса Спрингстина.
Презентовав свою работу на международном кинофестивале в Торонто в сентябре 2012 года, Сиенфрэнс не ожидал такого успеха: картина была провозглашена едва ли не лучшим проектом конкурсной программы. При подведении киноитогов 2012 и 2013 (так как в широкий прокат фильм вышел именно в 2013) годов Национальный совет кинокритиков США включил его в свой список 10 лучших независимых фильмов года.
Рейтинг «Места под соснами» на интернет-агрегаторе Rotten Tomatoes составляет 79 % свежести, основанных на 219 рецензиях журналистов.
- «Блестящая, выдающаяся картина! Достижение кинематографа, проникающее в самую суть вещей» — Indiewire[12]
- «Богатый, полный глубокого смысла рассказ о фатализме и чести» — Collider[12]
- «Серьёзное, хорошее кино» — Movieline[12]

Российские кинокритики были немного менее благосклонны к ленте Сиенфрэнса, но все же удостоили её преимущественно положительных отзывов. Киновед Нина Цыркун отмечает, что «„Место под соснами“ не столь удручающе меланхоличный фильм, как принесшая известность Сиенфрэнсу „Грустная валентинка“ (тоже с Гослингом), но слишком фаталистичный». Лидия Маслова («Коммерсантъ») отметила, что «в более эпическом жанре семейной саги об отработке отцовской кармы автор остался таким же сентименталистом»:
В общем-то весь фильм похож на такую мятую, потрескавшуюся и разваливающуюся у тебя в руках фотографию, смысл которой не в том, что видно на картинке, а в белых потертостях и трещинах, следах времени, стирающего все и порой обнуляющего кармические долги, которые пытался начислить своим героям режиссёр Сьянфранс.
Газета «Комсомольская правда» отвергает все упрёки в том, что Сиенфрэнс снял «Драйв-2» и смело настаивает на том, что «Место под соснами» — фильм вполне самостоятельный.

## Награды и номинации
- 2014 — номинация на премию «Спутник» за лучшую мужскую роль второго плана (Райан Гослинг)
- 2014 — номинация на премию «Сатурн» за лучший триллер
- 2013 — попадание в десятку лучших независимых фильмов года по версии национального совета кинокритиков США